# جعفر بن منصور (اليمن)
جعفر بن منصور اليمن، كان داعية إسماعيلي من القرن العاشر. ولد ونشأ في اليمن، حيث أسس والده ابن حوشب الإسماعيلية في أواخر القرن التاسع، فر من البلاد إلى بلاط الحكام الفاطميين في إفريقية، حيث بقي حتى وفاته. قام بتأليف قصائد في مدح انتصار الفاطميين على انتفاضة أبي يزيد، وسيرة والده، وقام بتأليف أو جمع عدد من الرسائل اللاهوتية الهامة.

## سيرة شخصية
جعفر هو ابن الداعية الكوفي ابن حوشب الذي أسس المذهب الإسماعيلي في اليمن. بحلول وقت وفاته عام 914، كان قد فتح مع صديقه علي بن الفضل الجيشاني أجزاء كبيرة من البلاد، وحصل على اللقب الشرفي منصور اليمن ("أي فاتح اليمن"). في عام 911، تخلى ابن الفضل عن مبايعته للحاكم الفاطمي عبد الله المهدي، زعيم الحركة الإسماعيلية، وأعلن نفسه المهديّ. رفض ابن حوشب الانضمام إليه في تمرده، وحاصر ابن الفضل زميله السابق في قلعة جبل مسور. بعد ثمانية أشهر من الحصار، في أبريل 912، طلب ابن حوشب الشروط وسلم جعفر كرهينة. عاد جعفر بعد عام بقلادة ذهبية هدية.
وبعد ابن حوشب تشاجر أبناؤه فيما بينهم، بعد أن تورط في صراع مع أخيه أبو الحسن، غادر جعفر اليمن في النهاية وتوجه إلى البلاط الفاطمي في إفريقية. دخل في خدمة الحاكم الفاطمي الثاني القائم بأمر الله (933–946) وشهدت انتفاضة أبي يزيد الكبرى التي كادت أن تسقط الدولة الفاطمية. كتب قصائد احتفالاً بالانتصارات الفاطمية النهائية والقمع التدريجي للثورة في 945-948، وحصل على إقامة جيدة في العاصمة الفاطمية الجديدة المنصورية، التي بناها الحاكم الثالث المنصور بنصر الله (946-953). في عهد الخليفة المعز لدين الله (953–975) رهن منزله وكاد أن يخسره بسبب الديون، لكن تدخل الحاكم أنقذه. توفي في وقت غير معروف في أوائل عهد المعز.